# Ascorhynchus ios
Ascorhynchus ios är en havsspindelart som beskrevs av Bamber, R.N. och M.H. Thurston 1993. Ascorhynchus ios ingår i släktet Ascorhynchus och familjen Ammotheidae. Inga underarter finns listade i Catalogue of Life.